# Копенгагенский зоопарк
Копенга́генский зоопа́рк (дат. København Zoo) — зоопарк в датской коммуне Фредериксберг, расположен в городе Фредериксберге, предместье Копенгагена. Основан в 1859 году и является одним из старейших зоопарков в Европе. Расположен между парками Фредериксберг-Парк и Сённермарк. В 2008 году его посетило 1 161 388 человек, и Копенгагенский зоопарк стал четвёртым по посещаемости аттракционом в Дании.
В зоопарке содержится более 3000 животных, относящихся к 264 видам.

## История
Копенгагенский зоопарк был основан орнитологом Нильсом Кьербёллингом (дат. Niels Kjærbølling) в 1859 году. Первыми животными, представленными в зоопарки, были орлы, куры, утки, совы, кролики, лисица, тюлень и черепаха. В первые годы существования целью зоопарка было представить как можно большее количество видов зверей, зачастую в ущерб качеству их содержания, однако эта политика изменилась с годами, и большее внимание стало уделяться уходу и достаточной площади для нормальной жизни животных. Одним из примечательных питомцев был самец медяницы, проживший в неволе 54 года (1892—1946), что необычно долго для ящериц.
В 1901 году зоопарк стал местом проведения выставки, посетители которой могли в течение трёх месяцев наблюдать за повседневной жизнью 25 индийских мужчин, женщин и детей, живших в построенных для них хижинах. На рубеже XIX и XX веков в зоопарке можно было посмотреть и на представителей других «диких» народов: африканцев, киргизов, эскимосов.
В конце XX — начале XXI вв. в зоопарке была проведена реконструкция с целью поместить животных в вольеры и павильоны, более приближённые к их естественной среде обитания. Так, были возведены павильон для слонов, а также саванна площадью 1,5 га, включающая павильон для гиппопотамов, где их можно наблюдать под водой.
В Копенгагенском зоопарке сохранился ряд исторических зданий. Старейшее до сих пор используемое строение — стойло для яков 1872 года, где сейчас располагаются верблюды. Стойло для травоядных 1875 года служит сейчас загоном для тапиров. Сохранились также башня для сов 1885 года и обзорная башня 1905 года высотой 43,5 м, построенная полностью из дерева.
Копенгагенский зоопарк является единственным зоопарком вне Австралии, где содержится тасманский дьявол. Здесь также содержатся такие редкие звери, как дальневосточный леопард и амурский тигр.
В 2012 году будет завершено строительство «Полярного круга». В нём планируется аквариум с пешеходным туннелем длиной 8,5 метров, который позволит наблюдать за жизнью белых медведей под водой.

## Убийство жирафа Мариуса
Молодой жираф Мариус, содержавшийся в копенгагенском зоопарке, стал широко известен тем, что в феврале 2014 года был забит (убит выстрелом из скотобойного пневматического пистолета) и скормлен львам того же зоопарка. Обоснованием для эвтаназии стало то обстоятельство, что селекционеры старались не допустить инбридинга — скрещивания животных в пределах одной популяции (а Мариус родился в результате скрещивания близких родственников). Однако акция была заранее анонсирована, широко освещалась различными СМИ по всему миру и вызвала широкий протест. Процедура забоя Мариуса была представлена как детский образовательный проект, поэтому мероприятие было заранее анонсировано, и на него пришли родители с детьми. Далее туша жирафа была разделана, и мясо животного было отправлено на скармливание местным львам, тиграм и леопардам. Позднее, в марте 2014 года в зоопарке Копенгагена были усыплены четыре льва (2 старых и 2 детёныша).